# Calle de la Independencia (Vitoria)
La calle de la Independencia es una vía pública de la ciudad española de Vitoria.

## Descripción
La vía, que tiene cruce con la calle de los Fueros, discurre desde la de Postas hasta desembocar en la de la Paz a la altura de la plaza de Nuestra Señora de los Desamparados. Ha sido conocida a lo largo de la historia bajo diferentes denominaciones, entre las que se incluyen las de «puerta de las Barreras», «calle del Príncipe», «calle del Portal de Barreras», «calle de Barreras», «calle de Sebastián Fernández» y «calle de Don Santiago Fernández». El título de «calle de la Independencia», que ostentó por primera vez en 1879, se le dio definitivamente en 1929. Aparece descrita en la Guía de Vitoria (1901) de José Colá y Goiti con las siguientes palabras:

Calle de Barreras.—Nombre primitivo, si bien hasta 1887 se la llamó Portal de Barreras. Se le dió este título en el siglo XIII á unas casas que había en dicho Portal. Principia en la plaza de la Independencia y calle de los Fueros y concluye entre las del Mercado y la plazuela de las Desamparadas.
(Colá y Goiti, 1901, p. 27)

En la calle, han estado a lo largo de la historia la Casa de la Adobería y la Caja Provincial de Ahorros de Álava, entre muchos portales dedicados al comercio.